# Ichaboe
Ichaboe est une île de 6,5 hectares située à 48 km au nord de Lüderitz et à 1,5 km de la côte namibienne. Elle a été découverte en 1828 par le capitaine néerlandais Benjamin Morrell.
L'île a été exploitée pour son guano dans les années 1840 pour la première fois. En trois ans, ses gisements, d'une masse de 300 000 tonnes, furent complètement extraits. Au XXIe siècle, elle abrite un important contingent d'oiseaux et du guano en est extrait sporadiquement.